# 全国专业社会工作领军人才
全国专业社会工作领军人才是由中华人民共和国民政部选拔的、在社会工作领域层次较高并且具有突出贡献的管理人才或服务人才。

## 选拔过程
2014年3月起，中华人民共和国民政部在中国全国各地开展全国专业社会工作领军人才选拔工作。选拔过程包括各地推荐、资格初审、专家评审、社会公示等环节。

## 选拔结果
2015年和2017年先后公布了首批（42人）和第二批（42人）的人才选拔结果。

### 第二批
| 地区   | 姓名   | 单位                               | 职务     | 备注                                                     |
| ------ | ------ | ---------------------------------- | -------- | -------------------------------------------------------- |
| 北京   | 席小华 | 北京超越青少年社工事务所           | 主任     | 首都师范大学北京青少年社会工作研究院执行院长、教授       |
| 天津   | 林德菊 | 天津开发区泰达社会服务中心         | 副主任   |                                                          |
| 河北   | 石兵营 | 保定市至真社会服务发展中心         | 理事长   |                                                          |
| 河北   | 张岭泉 | 保定市善和社会工作事业发展中心     | 理事长   | 河北大学教授                                             |
| 内蒙古 | 傅钰   | 包头市社会工作发展中心             | 理事长   |                                                          |
| 辽宁   | 陈晓东 | 沈阳市铁西区乐和社会工作服务中心   | 理事长   |                                                          |
| 辽宁   | 张青   | 沈阳市沈北新区青杨社会工作服务中心 | 理事长   |                                                          |
| 吉林   | 许围卡 | 长春市宽城区和乐社会工作服务中心   | 总干事   |                                                          |
| 黑龙江 | 苏光   | 黑龙江省希望社会工作服务中心       | 理事长   |                                                          |
| 上海   | 柴双   | 上海长征医院社工部                 | 主任     |                                                          |
| 上海   | 黄旦闻 | 上海市阳光社区青少年事务中心       | 总干事   |                                                          |
| 上海   | 陈蓓丽 | 上海公益社工师事务所               | 总干事   | 中国社会工作学会理事、华东理工大学社会公共管理学院副教授 |
| 上海   | 赵文蔷 | 上海静安区春晖社工师事务所副       | 总干事   |                                                          |
| 江苏   | 茆大祥 | 南京市祖堂山社会福利院老年公寓     | 主任     |                                                          |
| 江苏   | 赵海林 | 淮安市清河区心苑社会工作服务社     | 理事长   |                                                          |
| 江苏   | 龚婷婷 | 无锡市锡山区乐助社工事务所         | 总干事   |                                                          |
| 浙江   | 黄首东 | 乐清市仁和社会工作师事务所         | 理事长   |                                                          |
| 浙江   | 张奇   | 海盐县乐龄社工事务所               | 理事长   |                                                          |
| 安徽   | 毕兰凤 | 合肥民生社工服务社                 | 理事长   | 安徽农业大学人文社会科学学院实验教学中心副主任           |
| 福建   | 林佩芬 | 厦门市湖里区霞辉老年社会服务中心   | 主任     |                                                          |
| 江西   | 黄小燕 | 南昌市东湖区百花洲街道状元桥社区   | 书记     |                                                          |
| 山东   | 王玉香 | 济南山青社会工作服务中心           | 理事长   | 山东青年政治学院政治与公共管理学院院长、教授             |
| 山东   | 马丽丽 | 潍坊市奎文区东关街道工福街社区     | 书记     |                                                          |
| 河南   | 张会营 | 郑州市金水区彩虹社会工作服务中心   | 理事长   |                                                          |
| 湖北   | 万江红 | 武汉市阳光社会工作服务中心         | 主任     | 华中农业大学文法学院教授                                 |
| 湖北   | 王玲   | 武汉博雅社会工作服务中心           | 总干事   |                                                          |
| 湖南   | 蒋红霞 | 长沙市第三社会福利院社工部         | 主任     |                                                          |
| 广东   | 常广财 | 广州市老人院                       | 副院长   |                                                          |
| 广东   | 阎安   | 广州阳光社会工作事务中心           | 理事长   |                                                          |
| 广东   | 强强   | 深圳市北斗社会工作服务中心         | 副总干事 |                                                          |
| 广东   | 宫衍岭 | 惠州市惠民社会工作服务中心         | 总干事   |                                                          |
| 广西   | 梁月佩 | 广西社会工作协会                   | 副秘书长 |                                                          |
| 海南   | 方礼刚 | 三亚市南国社会工作服务中心         | 理事长   |                                                          |
| 重庆   | 齐芳   | 重庆仁怀青少年社会工作服务中心     | 理事长   |                                                          |
| 四川   | 王惠芳 | 成都市社会工作者协会               | 副秘书长 |                                                          |
| 四川   | 代曦   | 成都市同行社会工作服务中心         | 理事长   | 成都信息工程大学文化艺术学院副教授                       |
| 贵州   | 庄勇   | 贵州省暖春社会工作服务社           | 社长     | 贵州大学哲学与社会发展学院教授                           |
| 云南   | 向荣   | 云南连心社区照顾服务中心           | 理事长   |                                                          |
| 甘肃   | 焦若水 | 甘肃良助社会工作服务中心           | 理事长   | 兰州大学西北少数民族研究中心／历史文化学院教授           |
| 宁夏   | 罗强强 | 宁夏六盘善行社会工作服务中心       | 理事长   |                                                          |
| 新疆   | 龙基军 | 喀什市阿凡提社会工作服务中心       | 主任     |                                                          |
|        | 丰萍   | 新家园社会服务中心                 | 副理事长 |                                                          |

### 第一批
首批全国专业社会工作领军人才中，有27人来自民办社会工作服务机构、9人来自事业单位、4人来自社区、2人来自其他社会组织。
| 地区              | 姓名   | 单位                                   | 备注                                     |
| ----------------- | ------ | -------------------------------------- | ---------------------------------------- |
| 北京              | 李涛   | 北京市协作者社会工作发展中心           |                                          |
| 北京              | 王昌伦 | 北京市救助管理事务中心                 |                                          |
| 天津              | 刘国亮 | 天津市南开区鹤童老年福利协会           |                                          |
| 天津              | 潘琳   | 天津市儿童福利院                       |                                          |
| 河北              | 崔立丽 | 河北省荣军医院                         |                                          |
| 山西              | 王志中 | 山西省铸仁社会工作服务中心             |                                          |
| 内蒙古            | 王殿禄 | 赤峰市安定医院                         |                                          |
| 辽宁              | 高路   | 阜新市慈善总会                         |                                          |
| 黑龙江            | 黄红   | 黑龙江省希望社会工作服务中心           | 黑龙江省社会科学院社会学研究所所长、教授 |
| 黑龙江            | 李丽   | 哈尔滨市儿童福利院                     |                                          |
| 上海              | 余国荣 | 上海市自强社会服务总社                 |                                          |
| 上海              | 范慧娟 | 上海市阳光社区青少年事务中心           |                                          |
| 上海              | 金婉仙 | 上海市新航社区服务总站                 |                                          |
| 上海              | 赵婷婷 | 上海市儿童福利院                       |                                          |
| 上海              | 王晓英 | 上海市社会工作者协会                   |                                          |
| 江苏              | 范向群 | 无锡市崇安区七彩家园社工服务中心       |                                          |
| 江苏              | 宣浩煜 | 南京市社会儿童福利院                   |                                          |
| 江苏              | 高文钑 | 苏州市社会福利总院                     |                                          |
| 浙江              | 毛晓英 | 江山市虎山街道安泰社区居委会           |                                          |
| 安徽              | 周军   | 合肥市爱邻社会工作服务社               |                                          |
| 福建              | 刘安娟 | 福州市台江区鲲鹏青少年事务服务中心     |                                          |
| 江西              | 仰和芝 | 吉安市协同社会工作服务中心             | 井冈山大学教授                           |
| 山东              | 孙成键 | 济南市山青社会工作服务中心             |                                          |
| 山东              | 徐进   | 青岛市你我社会工作服务中心             |                                          |
| 山东              | 张新民 | 潍坊市社会工作协会                     |                                          |
| 山东              | 黄小霞 | 东营市东营区胜利街道中山社区           |                                          |
| 河南              | 陈骋   | 郑州市绿城社工服务站                   |                                          |
| 湖北              | 赵立新 | 武汉市楚馨社会工作服务中心             |                                          |
| 湖南              | 廖鸿冰 | 长沙市天心区仁泽社会工作服务中心       | 湖南女子学院教育与法学系教授             |
| 广东              | 丁美方 | 广东省启航社会工作支援中心             |                                          |
| 广东              | 周小燕 | 深圳市慈卫公益事业发展中心             |                                          |
| 广东              | 王军芳 | 广州市启创社会工作服务中心             |                                          |
| 广东              | 周巍   | 东莞市普惠社会工作服务中心             |                                          |
| 广西              | 周文栋 | 广西壮族自治区众益社会工作服务研究中心 |                                          |
| 重庆              | 李长洪 | 重庆市冬青社会工作服务中心             | 全国三八红旗手                           |
| 四川              | 刘飞   | 成都市锦江区爱有戏社区文化发展中心     |                                          |
| 云南              | 兰树记 | 云南省连心社区照顾服务中心             |                                          |
| 甘肃              | 张姝   | 甘肃省惠群社会工作服务中心             |                                          |
| 青海              | 王晶   | 西宁市儿童福利院                       |                                          |
| 宁夏              | 乔瑛   | 银川市西夏区北京西路街道星光巷社区     |                                          |
| 新疆              | 岳素君 | 克拉玛依市克拉玛依区乐龄社会工作服务社 |                                          |
| 新疆 生产建设兵团 | 徐江丽 | 八师石河子市新城街道十六社区居委会     | 全国三八红旗手                           |